# Sénat fédéral
Pour les autres articles nationaux ou selon les autres juridictions, voir Sénat.
57e législature du Congrès national
Palais du Congrès national
Le Sénat fédéral (en portugais : Senado Federal) est la chambre haute du Congrès national du Brésil.
Il est issu de la constitution de 1988, qui conserve une structure parlementaire bicamérale et élargi même les compétences du Sénat en matière de :
- gestion économique et financière de l'Union ;
- nomination des membres des tribunaux supérieurs ;
- nomination des dirigeants des grands organes de l'administration publique.

## Système électoral
Le Sénat fédéral est composé de 81 sénateurs élus pour huit ans renouvelés en deux fois, les sénatoriales alternant tous les quatre ans un renouvellement d'un tiers ou des deux tiers du sénat, soit 27 et 54 sénateurs.
Les sièges sont à pourvoir au scrutin majoritaire à un tour dans vingt-sept circonscriptions d'un ou deux sièges chacune correspondant aux 26 États plus le District fédéral de la capitale Brasilia. Lors des renouvellement par tiers, le vote a lieu dans chaque circonscription au scrutin uninominal majoritaire à un tour. Lorsque le renouvellement s'effectue pour les deux tiers, cependant, c'est un binôme de candidats qui est élu dans chacune d'elles au scrutin plurinominal majoritaire, les électeurs étant dotés de deux voix qu'ils peuvent répartir sur les candidats de leur choix.
Le vote est obligatoire pour les citoyens de 18 à 70 ans, et facultatif pour ceux âgés de 16 à 18 ans et les plus de 70 ans. Un âge minimal de 35 ans est requis pour se présenter tandis que les candidatures indépendantes sont interdites, les candidats devant obligatoirement être membres d'un parti politique officiel, jouir pleinement de leurs droits civiques, résider dans la circonscription où ils se présentent, et être de citoyenneté brésilienne. Pour qu'un sénateur puisse être éligible à la présidence du Sénat, la citoyenneté brésilienne de naissance est exigée.

## Liste des présidents
Empire
- 1826-1827 : José Egídio Alvares de Almeida
- 1827-1832 : José Caetano da Silva Coutinho
- 1832-1836 : Bento Barroso Pereira
- 1837 : Antõnio Luís Pereira da Cunha
- 1838 : Manuel Jacinto Nogueira da Gama
- 1839-1840 : Diogo Antônio Feijó
- 1840-1841 : Francisco Vilela Barbosa
- 1841 : Estévâo Ribeiro de Resende
- 1842-1943 : José da Costa Cavalho
- 1844-1847 : João Vieira de Cavalho
- 1847-1850 : Luís José de Oliveira Mendes
- 1851-1853 : Cândido José de Araújo Viana
- 1854-1861 : Manuel Inácio Cavalcanti de Lacerda
- 1861-1873 : Antônio Paulino Limpo de Abreu
- 1874-1881 : José Ildefonso de Sousa Ramos
- 1882-1885 : João Maurício Vanderlei
- 1885-1887 : Brás Carneiro Nogueira da Casta e Gama
- 1887-1888 : João Lins Cansanção
- 1888 : Antônio Cândido da Cruz Machado
- 1889 : Paulino Soares de Sousa

République
- 1891-1894 : Prudente José de Morais e Barros
- 1895-1898 : Manuel Vitorino
- 1898-1902 : Francisco de Assis Rosa e Silva
- 1902-1906 : Afonso Augusto Moreira Pena
- 1896-1909 : Nilo Procópio Peçanha
- 1910-1914 : Venceslau Brás
- 1914-1918 : Umberto Santos da Costa Aráujo
- 1918-1920 : Delfim Moreira da Costa Ribeiro
- 1920-1922 : Francisco Álvaro Bueno de Paiva
- 1922-1926 : Estácio Coimbra
- 1926-1930 : Melo Viana
- 1935-1937 : Antônio Garcia de Medeiros Neto
- 1936 : Valdomiro de Barros Magalhães
- 1946-1951 : Nereu de Oliveira Ramos
- 1951-1954 : João Fernandes Campos Café Filho
- 1951-1954 : Alexandre Marcondes Machado Filho
- 1956-1958 : Apolônio Jorge de Faria Salles
- 1956-1961 : João Goulart
- 1961-1968 : Auro Soares de Moura Andrade
- 1968-1970 : Gilberto Marinho
- 1970-1971 : João Cleofas de Oliveira
- 1971-1973 : Petrônio Portela Nunes
- 1973 : Filinto Müller
- 1973-1975 : Paulo Francisco Torres
- 1975-1977 : José de Magalhães Pinto
- 1977-1979 : Petrônio Portela Nunes
- 1979-1981 : Luiz Viana Filho
- 1981-1983 : Jarbas Passarinho
- 1983 : Nilo de Souza Coelho
- 1983-1985 : Moacyr Dalla
- 1985-1987 : José Fragelli
- 1987-1989 : Humberto Lucena
- 1989-1991 : Nelson Carneiro
- 1991-1993 : Mauro Benevides
- 1993-1995 : Humberto Lucena
- 1995-1997 : José Sarney
- 1997-2001 : Antônio Carlos Magalhães
- 2001 : Jader Barbalho
- 2001 : Edison Lobão
- 2001-2003 : Ramez Tebet
- 2003-2005 : José Sarney
- 2005-2007 : Renan Calheiros
- 2007-2009 : Garibaldi Alves Filho
- 2009-2013 : José Sarney
- 2013-2017 : Renan Calheiros (intérim de Jorge Viana en décembre 2016)
- 2017-2019 : Eunício Oliveira
- 2019-2021 : Davi Alcolumbre
- Depuis 2021 : Rodrigo Pacheco